# Szustry
Szustry – przysiółek wsi Siedliska w Polsce, położony w województwie łódzkim, w powiecie wieruszowskim, w gminie Sokolniki.
W latach 1975–1998 przysiółek należał administracyjnie do województwa kaliskiego.